# Шарович, Мирко
Мирко Шарович (серб. Мирко Шаровић; род. 16 сентября 1956, Рогатица) — сербский политик и боснийский государственный деятель. Президент Республики Сербской с 26 января 2000 года (де-факто — с марта 1999 года) по 28 ноября 2002 года. Член Президиума Боснии и Герцеговины («коллективный глава государства») от сербской общины, председатель Президиума БиГ в 2002—2003 годах.

## Биография
Находясь в должности президента Республики Сербской, 5 марта 2001 года в Баня-Луке вместе с президентом Югославии Воиславом Коштуницей подписал историческое Соглашение об особых параллельных отношениях между СРЮ и РС.
5 октября 2002 года Мирко Шарович был избран членом  Президиума Боснии и Герцеговины, однако уже весной 2003 года подал в отставку в результате скандала, связанного с нарушением оружейного эмбарго в отношении Ирака в конце 1999 года. Накануне события Верховный представитель Пэдди Эшдаун обещал представить федеративному парламенту и международному сообществу доказательства причастности Шаровича к этой истории. По версии европейского представителя в Сараево, Шарович не мог не знать о контракте военно-авиационного завода «Орао» с иракским правительством на поставку запчастей для ВВС арабской республики. Одновременно Эшдаун обвинил политика в организации «прослушки» штаб-квартиры миротворцев ООН в БиГ, призвав его к политической ответственности. До назначения нового сербского представителя в органы власти Боснии и Герцеговины преемником Шаровича в Президиуме стал хорват Драган Чович.
9 января 2012 года награждён орденом Республики Сербской на ленте.